# (4950) House
(4950) House es un asteroide perteneciente al cinturón de asteroides, descubierto el 7 de diciembre de 1988 por Eleanor F. Helin desde el Observatorio del Monte Palomar, Estados Unidos.

## Designación y nombre
Designado provisionalmente como 1988 XO1. Fue nombrado House en honor al escritor y periodista R. C. House,  que ha trabajado, durante los últimos 23 años, como editor de la publicación interna del Laboratorio de Propulsión a Chorro, "Universo".

## Características orbitales
House está situado a una distancia media del Sol de 2,748 ua, pudiendo alejarse hasta 3,244 ua y acercarse hasta 2,252 ua. Su excentricidad es 0,180 y la inclinación orbital 12,71 grados: emplea 1664 días en completar una órbita alrededor del Sol.

## Características físicas
La magnitud absoluta de House es 12,6. Tiene 7,315 km de diámetro y su albedo se estima en 0,196: es de tipo espectral Sq según la clasificación SMASSII.